# B-Max Racing
B-Max Racing Co. Ltd, también conocido como B-Max Racing Team y B-Max Engineering, es un constructor de autos de carreras y equipo de automovilismo con sede en Ayase, Kanagawa.

## Historia
Byobugaura Kogyo Co. Ltd. estableció la división de carreras «B-Max Engineering» en 2009 y comenzó a participar en Super FJ y en la Copa Porsche Carrera Japón en 2010. Desde entonces, la categoría de participación se ha ampliado. Ryuji Kumita, presidente y representante del equipo, compite él mismo en carreras bajo el seudónimo «Dragón».
En 2014, el nombre del equipo se cambió a «B-Max Racing Team» (División de vehículos). Además, a partir del mismo año, en lugar de Nova Engineering, se encomendó a B-Max la dirección del equipo NDDP Racing, que participa en el Super GT en la clase GT300 y en el Campeonato Japonés de Fórmula 3. También ha participado en el Campeonato de Super Fórmula Japonesa desde 2017, y en noviembre del mismo año, se separaron de Byobugaura Kogyo Co. Ltd. como B-MAX RACING Co. Ltd. Participaron en el Super GT en la clase GT500 en 2018. En 2019, participaron en la Súper Fórmula con dos monoplazas, en colaboración con el equipo alemán Motopark Academy.

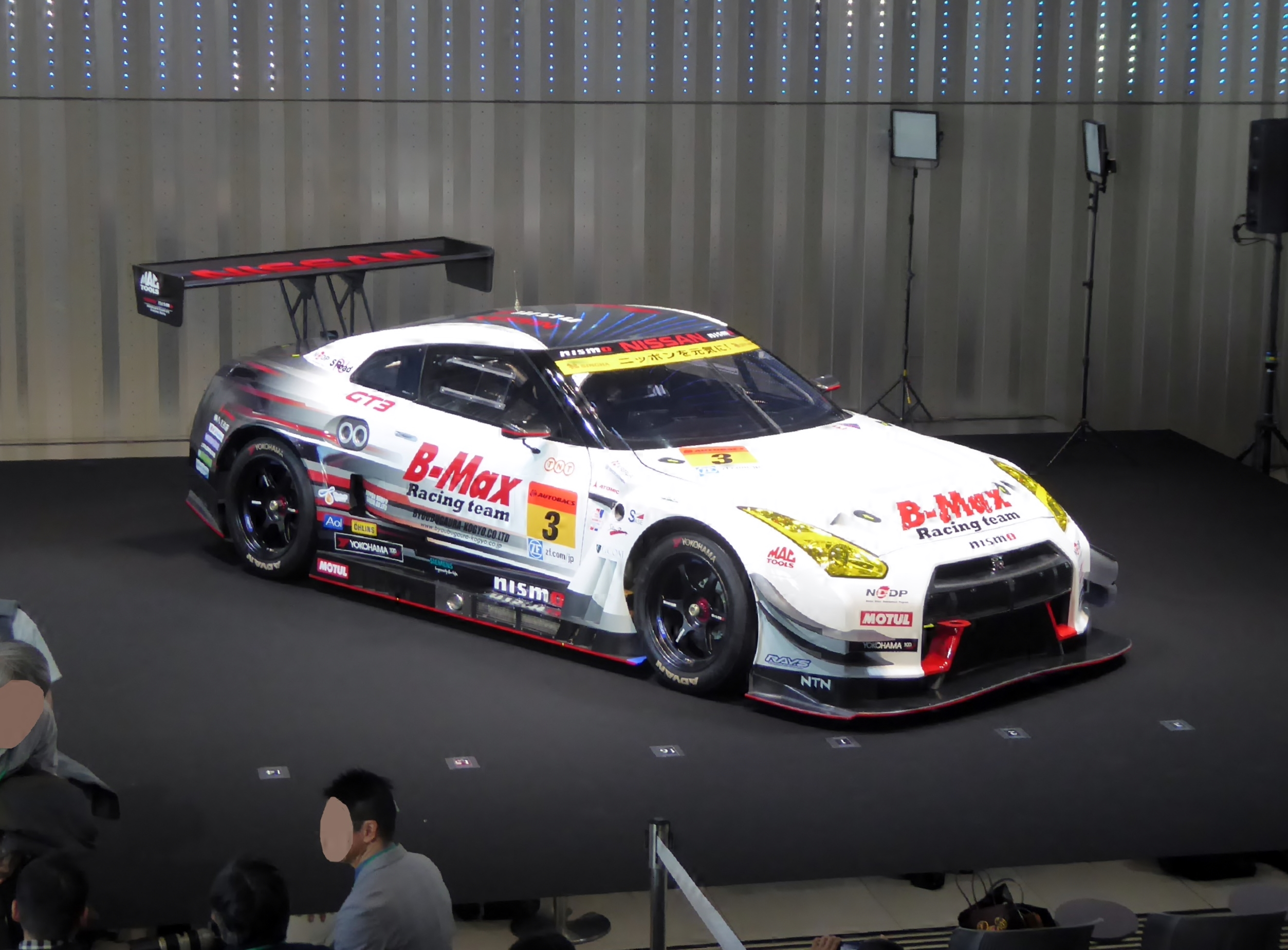
B-MAX NDDP GT-R en 2017.

## Resultados

### Super GT Japonés
(Clave) (negrita indica pole position) (cursiva indica vuelta rápida)

| Año  | Automóvil   | Clase | N.º | Pilotos                                          | 1       | 2       | 3      | 4       | 5       | 6      | 7      | 8       | 9     | Pos. | Puntos |
| ---- | ----------- | ----- | --- | ------------------------------------------------ | ------- | ------- | ------ | ------- | ------- | ------ | ------ | ------- | ----- | ---- | ------ |
| 2012 | Nissan GT-R | GT300 | 3   | Yuhi Sekiguchi Katsumasa Chiyo Daiki Sasaki      | OKA 19  | FUJ 18  | SEP 4  | SUG 1   | SUZ 2   | FUJ 9  | AUT 19 | MOT 6   |       | 4.º  | 53     |
| 2013 | Nissan GT-R | GT300 | 3   | Kazuki Hoshino Daiki Sasaki Lucas Ordóñez        | OKA Ret | FUJ Ret | SEP 10 | SUG 9   | SUZ 9   | FUJ 5  | FUJ    | AUT Ret | MOT 9 | 17.º | 14     |
| 2014 | Nissan GT-R | GT300 | 3   | Kazuki Hoshino Lucas Ordóñez Wolfgang Reip       | OKA 4   | FUJ 5   | AUT 4  | SUG 9   | FUJ 10  | SUZ 19 | BUR 1  | MOT 8   |       | 4.º  | 48     |
| 2015 | Nissan GT-R | GT300 | 3   | Kazuki Hoshino Mitsunori Takaboshi Wolfgang Reip | OKA 8   | FUJ 2   | CHA 1  | FUJ Ret | SUZ 14  | SUG 8  | AUT 1  | MOT Ret |       | 4.º  | 61     |
| 2016 | Nissan GT-R | GT300 | 3   | Kazuki Hoshino Jann Mardenborough                | OKA 10  | FUJ 1   | SUG 5  | FUJ 6   | SUZ 10  | CHA 2  | MOT 13 | MOT 6   |       | 4.º  | 52     |
| 2017 | Nissan GT-R | GT300 | 3   | Kazuki Hoshino Mitsunori Takaboshi               | OKA 7   | FUJ 6   | AUT 9  | SUG 8   | FUJ Ret | SUZ 14 | CHA 9  | MOT 10  |       | 17.º | 17     |
| 2018 | Nissan GT-R | GT500 | 3   | Satoshi Motoyama Katsumasa Chiyo                 | OKA 7   | FUJ 10  | SUZ 7  | CHA 13  | FUJ 15  | SUG 8  | AUT 13 | MOT 9   |       | 17.º | 14     |
| 2019 | Nissan GT-R | GT500 | 3   | Kōhei Hirate Frederic Makowiecki                 | OKA 4‡  | FUJ 6   | SUZ 9  | CHA 6   | FUJ 11  | AUT 11 | SUG 1  | MOT DNS |       | 9.º  | 36     |
| 2020 | Nissan GT-R | GT500 | 3   | Kōhei Hirate Katsumasa Chiyo                     | FUJ 7   | FUJ 8   | SUZ 6  | MOT 7   | FUJ Ret | SUZ 4  | MOT 15 | FUJ 6   |       | 13.º | 29     |
| 2021 | Nissan GT-R | GT500 | 3   | Kōhei Hirate Katsumasa Chiyo                     | OKA 9   | FUJ 5   | MOT 6  | SUZ 2   | SUG Ret | AUT 4  | MOT 14 | FUJ 8   |       | 10.º | 39     |

### Campeonato de Super Fórmula Japonesa
(Clave) (negrita indica pole position) (cursiva indica vuelta rápida)

| Año  | Chasis       | Motor | N.º | Pilotos             | 1       | 2      | 3       | 4       | 5       | 6       | 7       | 8      | 9      | 10      | Pos. | Puntos |
| ---- | ------------ | ----- | --- | ------------------- | ------- | ------ | ------- | ------- | ------- | ------- | ------- | ------ | ------ | ------- | ---- | ------ |
| 2017 | Dallara SF14 | Honda | 50  | Takashi Kogure      | SUZ 15  | OKA 18 | OKA 15  | FUJ 13  | MOT 17  | AUT 12  | SUG 14  | SUZ C  | SUZ C  |         | 11.º | 0      |
| 2018 | Dallara SF14 | Honda | 50  | Katsumasa Chiyo     | SUZ 14  | AUT C  | SUG Ret | FUJ 17  | MOT 19  | OKA 15  | SUZ 10  |        |        |         | 11.º | 0      |
| 2019 | Dallara SF19 | Honda | 50  | Lucas Auer          | SUZ 7   | AUT 11 | SUG 3   | FUJ Ret | MOT 7   | OKA 5   | SUZ 11  |        |        |         | 8.º  | 20     |
| 2019 | Dallara SF19 | Honda | 51  | Harrison Newey      | SUZ Ret | AUT 17 | SUG Ret | FUJ 16  | MOT 19  | OKA 3   | SUZ 20  |        |        |         | 8.º  | 20     |
| 2020 | Dallara SF19 | Honda | 50  | Teppei Natori       | MOT DNS |        |         |         |         |         |         |        |        |         | 9.º  | 16     |
| 2020 | Dallara SF19 | Honda | 50  | Mitsunori Takaboshi |         | OKA 14 |         |         |         |         |         |        |        |         | 9.º  | 16     |
| 2020 | Dallara SF19 | Honda | 50  | Sérgio Sette Câmara |         |        | SUG Ret |         |         |         |         |        |        |         | 9.º  | 16     |
| 2020 | Dallara SF19 | Honda | 50  | Nobuharu Matsushita |         |        |         | AUT 6   | SUZ Ret | SUZ 14  | FUJ 3   |        |        |         | 9.º  | 16     |
| 2020 | Dallara SF19 | Honda | 51  | Charles Milesi      | MOT     | OKA    | SUG     | AUT 15  | SUZ 11  | SUZ 13  | FUJ DNS |        |        |         | 9.º  | 16     |
| 2021 | Dallara SF19 | Honda | 51  | Nobuharu Matsushita | FUJ     | SUZ 13 | AUT 3‡  | SUG 4   | MOT 3   | MOT 7   | SUZ 12  |        |        |         | 8.º  | 29.5   |
| 2022 | Dallara SF19 | Honda | 50  | Nobuharu Matsushita | FUJ Ret | FUJ 19 | SUZ 1   | AUT 10  | SUG Ret | FUJ Ret | MOT 11  | MOT 11 | SUZ 17 | SUZ Ret | 9.º  | 21     |